# Álvaro Duarte
Álvaro Duarte Sandoval (Funza, Cundinamarca, 12 de enero de 1991) es una ciclista profesional colombiano de ruta.

## Palmarés
2011
- 1 etapa de la Vuelta a Cundinamarca
- 1 etapa de la Vuelta a Bolivia

2015
- 1 etapa del Clásico RCN
- 2 etapas de la Vuelta a Guatemala

2016
- 1 etapa de la Vuelta a Cundinamarca

2017
- 1 etapa de la Clásica de Fusagasugá

2018
- Tour de Lombok[1]

## Equipos
- Colombia-Comcel (2012)
- Aguardiente Néctar (2013)
- Construcciones Paulino (2014)
- RTS-Santic Racing Team (2015)
- Movistar Continental (2016-2017)
- Forca Amskins Racing (2018)
- Brunei Continental Cycling Team (04.2019-05.2019)
- China Continental Team of Gansu Bank (06.2019-12.2019)